# Ohreaue bei Altendorf und Brome
Die Ohreaue bei Altendorf und Brome ist ein Naturschutzgebiet im niedersächsischen Flecken Brome im Landkreis Gifhorn.
Das Naturschutzgebiet mit dem Kennzeichen NSG BR 062 ist 87,28 Hektar groß. Es ist größtenteils Bestandteil des FFH-Gebietes „Ohreaue“. Nach Norden und Süden grenzt es an das Naturschutzgebiet „Ohreaue“ in Sachsen-Anhalt. Der Bereich nördlich von Brome grenzt nach Westen an das Landschaftsschutzgebiet „Ohretal bei Altendorf“. Der nördlich von Brome liegende Teil des Naturschutzgebietes stand seit dem 29. Oktober 1984 unter Schutz, nachdem die Ohre 1979 flussabwärts aufgestaut worden war, um das Naherholungsgebiet Ohresee in Brome zu schaffen. Dabei waren die dortigen Feuchtgebiete zerstört worden. Das Gebiet war rund 7 Hektar groß und hieß „Ohreaue bei Altendorf“. Zum 1. Februar 2017 wurde das Gebiet um den Bachlauf der Ohre und Teile des südlich von Brome liegenden Bromer Busches erweitert. Teile des im Mai 1996 ausgewiesenen Landschaftsschutzgebietes „Ohretal bei Altendorf“ gingen dabei im Naturschutzgebiet auf. Zuständige untere Naturschutzbehörde ist der Landkreis Gifhorn.
Das Naturschutzgebiet liegt nördlich, östlich und südlich von Brome im Naturraum Lüneburger Heide-Wendland an der Grenze zu Sachsen-Anhalt. Es beinhaltet auch den Bachlauf der Ohre. Mit dem angrenzenden Naturschutzgebiet auf dem Gebiet des Landes Sachsen-Anhalt sowie den sich etwas nördlich anschließenden Naturschutzgebieten „Mittlere Ohreaue“ und „Obere Ohre/Landwehr von Rade“ bildet es einen Biotopverbund im Grünen Band, das sich entlang der ehemaligen innerdeutschen Grenze erstreckt.
Der nördlich von Brome liegende Bereich des Naturschutzgebietes erstreckt sich auf rund 600 Metern Länge entlang der Ohre. Er war zunächst rund 100 Meter breit und bestand aus dem mäandrierenden Lauf der Ohre und umliegenden Feuchtbiotopen, die im Westen durch den 1982 ausgebauten Ohreumfluter und im Osten durch die Straße Brome–Wendischbrome eingegrenzt wurden. Bei der Erweiterung des Naturschutzgebietes wurden die westlich angrenzenden Flächen mit in den Geltungsbereich der Naturschutzverordnung einbezogen. In der naturnahen Niederung der Ohre sind Röhrichte aus Schilf und Rohrglanzgras, Seggenriede und Weidengebüsche zu finden. Die Ohre wird von Uferstaudenfluren begleitet. An der sich im Osten anschließenden Geestkante stocken Eichen-Mischwälder. Westlich des Ohreumfluters sind in erster Linie z. T. feuchte Grünländer sowie Eichen- und Hainbuchenmischwälder zu finden. Ganz im Süden des ursprünglichen Naturschutzgebietes ist noch ein Auwaldrest erhalten.
Im Bereich von Brome sowie dem weiteren Verlauf der Ohre ist dieser anthropogen überformt. Die Ohre wird unterhalb von Brome von einem schmalen, in den Geltungsbereich der Naturschutzverordnung einbezogenen Uferstreifen begleitet, an den sich Ackerflächen anschließen.
Der Bereich des südlich von Brome liegenden Bromer Busches liegt in Teilen im Überschwemmungsgebiet der Ohre. Er wird von Wäldern geprägt, die zu einem Teil Auwaldcharakter mit Erle, Esche, Weide, Traubenkirsche und feuchten Eichen- und Hainbuchenwäldern mit Stieleiche, Hainbuche und Esche sowie Hasel, Gewöhnlicher Traubenkirsche, Efeu, Waldgeißblatt und Rasenschmiele in der Strauch- und Krautschicht haben. Weiterhin sind Eichenwälder auf Sandböden mit Stieleiche, Sand- und Moorbirke, in der Strauchschicht auch mit Stechpalme und an feuchten Standorten Faulbaum, Hainsimsen-Buchenwälder mit Rotbuche als dominierende Baumart und einer Krautschicht aus Pillensegge, Drahtschmiele, Flattergras, Dornigem Wurmfarn, Sauerklee und Siebenstern sowie Waldmeister-Buchenwälder zu finden. Der Bromer Busch soll bis 2045 zu einem Naturwald entwickelt werden. Im Osten des Bromer Busches schließen sich zur Ohre Röhrichtzonen und feuchtes Grünland an. In Stillgewässern im Naturschutzgebiet siedeln Laichkraut- und Froschbissgesellschaften mit Froschbiss, Kleiner Wasserlinse, Schwimmendem Laichkraut und Gelber Teichrose. In Stillgewässern ist der Kammmolch heimisch. Das Naturschutzgebiet ist Lebensraum des Fischotters. Im ersten Jahrzehnt des 21. Jahrhunderts ist der Biber in diesen Bereich der Ohre eingewandert. Weiterhin ist insbesondere der Bromer Busch als Auwald Lebensraum von Kleinspecht, Nachtigall und Pirol. Die Eichen-Hainbuchenwaldgesellschaft ist Heimat des Rotmilans. Auch Mopsfledermaus und Wasserfledermaus sind im Naturschutzgebiet heimisch.
2014 richtete die „Aktion Fischotterschutz“ eine Aussichtsplattform am südlichen Ende und einen Aussichtsteg am Biberdamm im Norden des damaligen Naturschutzgebietes ein. Darüber hinaus ist das Naturschutzgebiet insbesondere von den Wald- und Wirtschaftswegen im Bromer Busch als solches erlebbar. Der Bromer Busch wird von der Landesstraße 287 durchquert.
Die Ohre dient als Verbindungselement zwischen dem Drömling und dem Ise-Gewässersystem (die Quelle der Ise liegt nordöstlich von Wittingen). Sie verfügt teilweise über flutende Wasservegetation und naturnahe Ufervegetation.